# Альба, Антонио Альварес де Толедо
Антонио Альварес де Толедо-и-Бомонт (1568 — 29 января 1639) — гранд Испании, 5-й герцог Альба, 2-й герцог Уэскар, 6-й маркиз де Кория и 5-й граф де Сальватьерра-де-Термес (1583—1639), 6-й граф Лерин и констебль Наварры (1588—1639), майордом короля Испании Филиппа IV (1629—1639), кавалер Ордена Золотого руна (1599).

## Биография
Сын Диего Альвареса де Толедо (1541—1583) и Брианды Бомонт (1540—1588), дочери и наследницы Луиса де Бомонта (ум. 1565), 4-го графа Лерина и 3-го маркиза Уэскара (1530—1565) от брака с Альдонсой Фольк де Кардона. Внук знаменитого испанского полководца Фернандо Альвареса де Толедо, 3-го герцога де Альба.
В декабре 1583 года после смерти своего бездетного дяди Фадрике Альвареса де Толедо (1537—1583), 4-й герцога Альба (1582—1583), Антонио Альварес де Толедо унаследовал титулы герцога де Альба, герцога де Уэскара, маркиза де Кориа и др.
В 1588 году после смерти своей матери Брианды де Бомонт Антонио Альварес де Толедо получил наследственные титулы графа Лерина и коннетабля Наварры.
В 1599 году король Испании Филипп III (1598—1621) наградил его Орденом Золотого руна.
В 1622—1629 годах Антонио Альварес де Толедо, герцог Альба, занимал должность вице-короля Неаполя в Италии. В этой должности он столкнулся с войной за долину Вальтеллина (1620—1626), неурожаем и ростом цен на продовольствие в 1624 году, землетрясением в Неаполе в 1626 году (в результате погибло 10 тыс. чел.), частыми набегами турецких корсаров и постоянными экономическими поборами со стороны графа-герцога де Оливареса.
В 1629 году король Филипп IV (1621—1640) назначил его своим майордомом, то есть начальником королевского двора.

## Семья и дети
Был женат на Менсии де Мендоса, дочери Иньиго Лопеса де Мендосы (1536—1601), 5-го герцога дель Инфантадо (1566—1601). Их дети:
- Фернандо Альварес де Толедо (1595—1667), 6-й герцог Альба и 3-й герцог Уэскар (1639—1667)
- Мария Альварес де Толедо
- Анна Альваресе де Толедо